# Nomenia obsoleta
Nomenia obsoleta là một loài bướm đêm trong họ Geometridae.